# Cristian Rodríguez (tenista)
 Cristian Rodríguez  (24 de junio de 1990 - Bogotá, Colombia) es un tenista profesional colombiano donde llegó a ser número 71 del ranking mundial de dobles consiguiendo su mejor posición el 15 de agosto de 2022.

## Carrera
Su ranking individual más alto logrado en el ranking mundial ATP, fue el n.º 362 el 18 de abril  de 2018. Mientras que en dobles alcanzó el puesto n.º 69  el 4 de marzo de 2024.
Hasta el momento ha obtenido 11  títulos de la categoría ATP Challenger Series, en la modalidad de dobles.
En el mes de julio del año 2013, ganó su primer título en la categoría ATP Challenger Series al obtener el Challenger de Todi 2013 en dobles, junto a su compatriota Santiago Giraldo como pareja. Derrotaron en la final a la pareja local formada por Andrea Arnaboldi y Gianluca Naso por 4–6, 7–62, [10–3].

## Títulos Challenger; 12 (0 + 12)
| Leyenda             | Individuales | Dobles |
| ------------------- | ------------ | ------ |
| ATP Challenger Tour | 0            | 12     |

### Dobles
| N.º | Fecha      | Torneo                          | Superficie    | Compañero           | Oponentes en la final                    | Resultado             |
| --- | ---------- | ------------------------------- | ------------- | ------------------- | ---------------------------------------- | --------------------- |
| 1.  | 07.07.2013 | Challenger de Todi              | Tierra batida | Santiago Giraldo    | Andrea Arnaboldi Gianluca Naso           | 4–6, 7–62, [10–3]     |
| 2.  | 28.08.2021 | Challenger de Barletta          | Tierra batida | Marco Bortolotti    | Gijs Brouwer Jelle Sels                  | 6-2, 6-4              |
| 3.  | 25.09.2021 | Challenger de Ambato            | Tierra batida | Diego Hidalgo       | Thiago Agustín Tirante Alejandro Gómez   | 6-3, 4-6, [10-3]      |
| 4.  | 22.01.2022 | Challenger de Concepción        | Tierra batida | Diego Hidalgo       | Camilo Ugo Carabelli Francisco Cerúndolo | 6-2, 6-0              |
| 5.  | 29.01.2022 | Challenger de Santa Cruz        | Tierra batida | Diego Hidalgo       | Andrej Martin Tristan-Samuel Weissborn   | 4–6, 6–3, [10–8]      |
| 6.  | 12.03.2022 | Challenger de Santiago          | Tierra batida | Diego Hidalgo       | Pedro Cachín Facundo Mena                | 6-4, 6-4              |
| 7.  | 02.04.2022 | Challenger de Pereira           | Tierra batida | Luis David Martínez | Grigoriy Lomakin Oleg Prihodko           | 7-6(2), 7-6(3)        |
| 8.  | 07.05.2022 | Challenger de Salvador de Bahía | Tierra batida | Diego Hidalgo       | Orlando Luz Felipe Meligeni Alves        | 7–5, 6–1              |
| 9.  | 18.03.2023 | Challenger de Viña del Mar      | Tierra batida | Diego Hidalgo       | Luciano Darderi Andrea Vavassori         | 6-4, 7-6(5)           |
| 10. | 19.08.2023 | Challenger de Stanford          | Dura          | Diego Hidalgo       | Julian Cash Henry Patten                 | 6–7(1–7), 6–4, [10–8] |
| 11. | 14.10.2023 | Challenger de Buenos Aires      | Tierra batida | Diego Hidalgo       | Marcelo Zormann Fernando Romboli         | 6–3, 6–2              |
| 12. | 07.09.2024 | Shanghai                        | Tierra batida | Matthew Romios      | Rithvik Choudary Bollipalli Arjun Kadhe  | 7–6(4), 1–6, [10–7]   |